# 西田尚美
西田 尚美（にしだ なおみ、1970年2月16日 - ）は、日本の女優、タレント。広島県福山市出身。福山市立福山高等学校、文化服装学院卒業。
所属事務所は、2007年から2024年は鈍牛倶楽部→フリーランス。身長は163センチ。血液型はB型。

## 経歴・人物
父や親戚のほとんどが公務員で、父にずっと「公務員になりなさい」と言われていた。母は中学一年生のときに病気で他界。父の思い描くレールを進むのは嫌、生まれた家から出たいという気持ちが強くなり、高校卒業後の進路は父を説得するため、東京に行くための手段として、当時は東京でしか学べなかった「ファッションビジネス」を勉強したいという理由を探し、猛反対を受けたが祖母の助けを得て父を説得し上京した。
文化服装学院時代は数多くのバイトをしていたが、2年生のときに学校の友達から誘われたのがモデルの仕事であった。同年に事務所に所属。父に内緒でモデルの仕事を始める。女性ファッション誌『Junie』、『PeeWee』、『an・an』などに登場し、特に『non-no』では一時代を築く。なお、プランタン銀座に就職が決まっていたことを2021年のインタビューで明かしている。
1993年のテレビドラマ『オレたちのオーレ!』への出演をきっかけに女優に転身。以降、多くの映画やテレビドラマ、バラエティ番組に出演している。
映画『ひみつの花園』出演を機に、親交のある矢口史靖監督作品には常連出演。中江裕司監督作品にも『ナビィの恋』『ホテル・ハイビスカス』と立て続けにオファーを受けている。
2005年7月4日、公式サイト上で結婚を明らかにした。結婚後も仕事を続けること、夫は靴デザイナーであることを発表し、同年7月7日に入籍した。2007年9月21日、映画『夜の上海』の初日舞台挨拶で、妊娠4か月であることを発表、2008年に女児を出産した。

## 人物
役作りにあたっては、どのような役でも脚本が改定されることを考慮し、自身の中であまりイメージを固めないようにしている。一方で、役の職業について本職に話を聞いたり、自動車の運転シーンのために教習に通うなど、技術的な面については事前に練習を行うなどしている。
映画『ゴジラ2000 ミレニアム』で共演した鈴木麻由は、西田について気取らず自然体で、爽やかな女優であったと述べている。

## 出演

### テレビドラマ
- オレたちのオーレ!（1993年10月14日 - 12月23日、TBS） - ヒロイン・中西祐子 役
- 女流棋士西田アサイ（1994年、フジテレビ）
- 出逢った頃の君でいて（1994年4月13日 - 6月29日、日本テレビ） - 章子 役
- 妹よ（1994年10月17日 - 12月19日、フジテレビ） - 中村美津子 役
- ハートにS「カット」（1995年4月17日、フジテレビ） - 主演
- いつかまた逢える（1995年7月3日 - 9月18日、フジテレビ） - 山科明美 役
- 東京SEX「ビデオジェニック・ラバー」（1996年1月29日、フジテレビ） - 主演
- Age,35 恋しくて 第1話・第2話（1996年4月18日・25日、フジテレビ） - 沢木萌 役
- ママだって夏休み（1997年8月11日 - 28日、NHK総合） - 佐藤英美 役
- 寺子屋ゆめ指南（1997年9月5日 - 1998年3月20日、NHK総合） - ヒロイン・泉水美雪 役
- 世界で一番パパが好き（1998年7月8日 - 9月23日、フジテレビ） - 沢口佳代 役
- 七人のOLソムリエ（1998年9月25日、TBS）
- Over Time-オーバー・タイム（1999年1月4日 - 3月22日、フジテレビ） - 楓春子 役
- 魔女の条件（1999年4月8日 - 6月17日、TBS） - 宇田桐子 役
- 僕んちのロングバケーション（2000年1月8日 - 2月19日、NHK Eテレ） - 佐藤英美 役
- 素顔のときめき（2000年8月18日 - 9月9日、NHK総合） - 新藤はるか 役
- サラリーマン刑事3（2000年9月15日、フジテレビ） - 加地頼子 役
- ラブコンプレックス（2000年10月12日 - 12月21日、フジテレビ） - 連城ミヤビ 役
- 最悪（2001年3月30日、BS-i） - ヒロイン・藤崎みどり 役
- さよなら、小津先生（2001年10月9日 - 12月18日、フジテレビ） - 鹿松まなび 役
  - さよなら、小津先生 スペシャル（2004年11月26日、フジテレビ）
- 李歐（2001年12月9日、WOWOW） - ヒロイン・咲子 役
- ウエディングプランナー SWEETデリバリー 第1話・第2話・第5話（2002年4月10日・17日・5月8日、フジテレビ） - 沢田葉子 役
- ホーム&アウェイ（2002年10月7日 - 12月16日、フジテレビ） - 愛原町子 役
- 寿司と祭壇（2003年1月7日 - 28日、フジテレビ） - 友情出演 / ナレーション
- GOOD LUCK!! 第4話（2003年2月9日、TBS） - 相馬るり子 役
- アフリカの蹄（2003年2月23日・3月2日、NHK総合）
- 奥様レンジャー（2003年3月29日、TSC） - 主演・月島かなえ 役
- 新・夜逃げ屋本舗 第4話（2003年5月7日、日本テレビ） - 宮崎晴香 役
- コスメティック（2003年6月28日、WOWOW） - 瀬沼弥生 役
- WATER BOYS 第1話（2003年7月1日、フジテレビ） - 女性キャスター 役
- Stand Up!!（2003年7月4日 - 9月12日、TBS） - 浅井ゆり子 役
- 白い巨塔（2003年10月9日 - 2004年3月18日、フジテレビ） - 亀山君子 役
- 離婚旅行（2003年10月13日、TBS） - 三枝明子 役
- 愛と資本主義（2003年11月29日、WOWOW） - マリエ 役
- 夫婦。（2004年10月10日 - 12月19日、TBS） - 田之上静香 役
- 恋するベトナム（2004年10月16日 - 12月11日、朝日放送・テレビ朝日） - 主演・三井夕子 役
- X'smap〜虎とライオンと五人の男〜（2004年12月25日、フジテレビ） - 宇治卓の妻 役
- 劇団演技者。「ビューティフル・サンデイ」（2005年1月11日 - 2月1日、フジテレビ） - ヒロイン・三枝ちひろ 役
- 瑠璃の島 第1話 - 第3話・最終話（2005年4月16日 - 30日・6月18日、日本テレビ） - 藤沢直 役
  - 瑠璃の島スペシャル2007初恋（2007年1月6日、日本テレビ）
- 女と男と物語 PARTIII（2005年6月11日、朝日放送・テレビ朝日） - ヒロイン・工藤あや 役
- ボイスレコーダー 残された声の記録 ジャンボ機墜落20年目の真実  （2005年8月12日、TBS） - 根津千景 役
- HTBスペシャルドラマ うみのほたる（2005年8月27日、北海道テレビ・テレビ朝日） - ヒロイン・水野明海 役
- 恋の時間（2005年10月23日 - 12月25日、TBS） - 安部まゆみ 役
- 白夜行 第7話 - 最終話（2006年2月23日 - 3月23日、TBS） - 栗原典子 役
- キッチン・ウォーズ（2006年2月25日、フジテレビ） - 中山千秋 役
- 女王の教室 スペシャル エピソード2〜悪魔降臨〜（2006年3月18日、日本テレビ） - 宮内典子 役
- CAとお呼びっ!（2006年7月5日 - 9月13日、日本テレビ） - 田中恵 役
- ホテリアー（2007年4月19日 - 6月14日、テレビ朝日） - 上田奈津子 役
- 帰ってきた時効警察 第6話（2007年5月18日、テレビ朝日） - 寺島マユミ 役
- 山田太郎ものがたり 第2話（2007年7月13日、TBS） - 御村露子 役（友情出演）
- 大河ドラマ 風林火山 第30回・第32回・第33回・第42回・第47回・最終回（2007年7月29日・8月12日・19日・10月21日・11月25日・12月16日、NHK総合） - 桃姫 役
- 長い長い殺人（2007年11月4日、WOWOW） - 西方早苗・河野薙子 役（二役）
- 音女「097 ガテンなオトメ」（2008年9月24日、テレビ朝日）
- コード・ブルー -ドクターヘリ緊急救命- 新春スペシャル（2009年1月10日、フジテレビ） - 野口響子 役
- NHKスペシャル 女と男 最新科学が読み解く性（2009年1月11日 - 18日、NHK総合） - ヒロイン
- 任侠ヘルパー 第7話（2009年8月20日、フジテレビ） - 長岡初美 役
- 借王〈シャッキング〉-銭の達人-（2009年10月10日 - 11月28日、WOWOW） - ヒロイン・水沼理恵 役
- ギネ 産婦人科の女たち（2009年10月14日 - 12月9日、日本テレビ） - 徳本美和子 役
- 福岡発ドラマスペシャル「母さんへ」（2009年12月11日、NHK九州沖縄[16] / 2010年2月11日、NHK総合） - 加藤美佐子 役
- 松本清張生誕100年記念スペシャルドラマ 火と汐（2009年12月21日、TBS） - ヒロイン・芝村美弥子 役
- 横山秀夫サスペンス 18番ホール（2010年3月14日、WOWOW） - ヒロイン・樫村由紀子 役
- 離婚同居（2010年5月8日 - 6月15日、NHK総合） - 柳下里美 役
- 歸國（2010年8月14日、TBS） - 看護師 役
- Q10（2010年10月16日 - 12月11日、日本テレビ） - 深井ほなみ 役
- 赤い指〜『新参者』加賀恭一郎再び!（2011年1月3日、TBS） - 前原八重子 役[17]
- さよならぼくたちのようちえん（2011年3月30日、日本テレビ） - 谷口洋武の母 役
- IS〜男でも女でもない性〜（2011年7月18日 - 9月19日、テレビ東京） - 相原直子 役[18]
- 胡桃の部屋（2011年7月26日 - 8月30日、NHK総合） - 恩田節子 役[19]
- ABUアジア子どもドラマシリーズ 「遠足」（2011年8月1日、NHK Eテレ） - えつ子の母 役
- 悪女たちのメス（フジテレビ） - 桧山夏帆 役
  - 悪女たちのメス（2011年12月9日、フジテレビ）[20]
  - 悪女たちのメス episode2（2012年12月21日）[21]
- とんび（2012年1月7日・14日、NHK総合） - 市川美佐子 役[22]
- ダーティ・ママ! 第1話・第2話（2012年1月11日・18日、日本テレビ） - 冨田幸代 役
- 家で死ぬということ（2012年2月25日・3月26日〈完全版〉、NHK総合） - 山崎恵美 役
- Answer〜警視庁検証捜査官（2012年4月18日 - 6月13日、テレビ朝日） - 橘ひとみ 役
- 宮部みゆき・4週連続 “極上”ミステリー 第三夜「長い長い殺人」（2012年5月21日、TBS） - 西方早苗・河野薙子 役（二役）
- GTO 第9話 - 最終話（2012年8月28日 - 9月11日、関西テレビ・フジテレビ） - 大門美鈴 役[23]
- 東野圭吾ミステリーズ「再生魔術の女」（2012年9月20日、フジテレビ） - 根岸千鶴 役
- 松本清張没後20年特別企画 疑惑（2012年11月9日、フジテレビ） - 加藤妙子 役
- dinner 第7話（2013年2月24日、フジテレビ） - 木村正美 役
- ラジオ（2013年3月26日、NHK総合） - 海坂寛子 役[24]
- 潜入探偵トカゲ 第2話（2013年4月25日、TBS） - 雨宮麻紀 役
- かすてぃら（2013年7月7日 - 8月4日、NHK BSプレミアム） - ヒロイン・佐野喜代子 役[25][26]
- ダンダリン 労働基準監督官（2013年10月2日 - 12月21日、日本テレビ） - 紺野みどり 役[27]
- ねじれた絆 赤ちゃん取り違え事件 42年の真実（2013年10月11日、フジテレビ） - 島袋公子 役
- 紙の月（2014年1月7日 - 2月4日、NHK総合） - 中条亜紀 役[28][29]
- パラドラ ロストデイズのひみつ（2014年1月11日 - 3月15日、BSフジ） - 主演・佐々木梨花 役[30]
  - NISSAN 新ドラマinドラマ「NISSAN Dayzのひみつ」（2014年）
- 三匹のおっさん〜正義の味方、見参!!〜（テレビ東京） - 清田貴子 役
  - 三匹のおっさん〜正義の味方、見参!!〜（2014年1月17日 - 3月14日）
  - 三匹のおっさん2〜正義の味方、ふたたび!!〜（2015年4月24日 - 6月12日）
  - 三匹のおっさん3〜正義の味方、みたび!!〜（2017年1月20日 - 3月10日）[31]
  - 三匹のおっさん スペシャル〜正義の味方、史上最大、最後の戦い！…かも？〜（2018年1月2日）
  - 三匹のおっさんリターンズ! 平成ラストの大暴れ&悪党まとめて大成敗SP!（2019年1月14日）[32]
- 人質の朗読会（2014年3月8日、WOWOW） - 堂島祥子 役[33]
- 警視庁捜査一課9係 season9スピンオフSP（2014年6月27日、テレビ朝日） - ヒロイン・今野恭子 役
- 孤独のグルメ Season4 第7話（2014年8月20日、テレビ東京） - まめぞ 奥さん 役
- 連続テレビ小説（NHK総合） 
  - マッサン（2014年9月29日 - 2015年3月28日） - 岡崎千加子 役[34][35]
  - カムカムエヴリバディ（2021年11月1日 - 23日） - 橘小しず 役[36]
- 戦う女 最終話（2014年11月14日、フジテレビTWO / 2015年4月9日、フジテレビ）
- DOCTORS3 最強の名医 第3話（2015年1月22日、テレビ朝日） - 堀口晴子 役
- 事故調（2015年4月1日、テレビ東京） - ヒロイン・長田花恵 役[37]
- ちゃんぽん食べたか（2015年5月30日 - 8月1日、NHK総合） - 佐野喜代子 役[38]
- 図書館戦争 BOOK OF MEMORIES（2015年10月5日、TBS） - 折口マキ 役
- コウノドリ 第6話・第8話 - 最終話（2015年11月20日・12月4日 - 18日、TBS） - 相沢美雪 役
- 世にも奇妙な物語 25周年記念!秋の2週連続SP 傑作復活編「思い出を売る男」（2015年11月21日、フジテレビ） - ヒロイン・古川優美子 役
- 5人のジュンコ（2015年11月21日 - 12月19日、WOWOW） - 福留順子 役[39]
- マザーズ2015 17歳の実母（2015年12月19日、中京テレビ） - 高梨美津枝 役[40]
- 植物男子ベランダー 俺のウィンタースペシャル 第4夜（2015年12月30日、NHK BSプレミアム） - 元妻・さゆり 役
- 臨床犯罪学者 火村英生の推理 第3話（2016年1月31日、日本テレビ） - 志摩恵里香 役
- 松本清張ドラマスペシャル・地方紙を買う女〜作家・杉本隆治の推理（2016年3月12日、テレビ朝日） - 庄田恵 役
- 水族館ガール（2016年6月17日 - 9月2日、NHK総合） - 吉崎一子 役[41]
- グーグーだって猫である2 -good good the fortune cat- 第3話（2016年6月25日、WOWOW） - 智子 役[42]
- 鎖 女刑事 音道貴子（2016年7月6日、テレビ東京） - 中田加恵子 役[43]
- とげ 小市民 倉永晴之の逆襲（2016年10月8日 - 11月26日、東海テレビ・フジテレビ） - ヒロイン・倉永裕美 役[44]
- イマジカBS開局20周年記念ドラマ「ひと夏の隣人」（2016年11月4日、イマジカBS） - 赤石祥子 役
- 吉祥寺だけが住みたい街ですか? 第4話（2016年11月5日、テレビ東京） - 友部麻衣子 役[45]
- 楽園（2017年1月8日 - 2月12日、WOWOW） - 萩谷敏子 役[46]
- 下北沢ダイハード 第3話（2017年8月4日、テレビ東京） - 理沙 役[47]
- FNS27時間テレビ にほんのれきし 平安ドラマ「源氏さん!物語」（2017年9月9日、フジテレビ） - 六条御息所 役[48]
- ぼくは麻理のなか（2017年10月17日 - 12月5日、フジテレビ） - 吉崎絵里子 役
- 先に生まれただけの僕 第5話 - 第8話（2017年11月11日 - 12月2日、日本テレビ） - 加賀谷雅子 役[49][50][51][52]
- 野崎修平シリーズ（WOWOW） - 野崎志穂 役
  - 監査役 野崎修平 第5話 - 最終話（2018年2月11日 - 3月4日）[53][54]
  - 頭取 野崎修平（2020年1月9日 - 2月16日）[55]
- ダイアリー（2018年9月9日 - 30日、NHK BSプレミアム） - 谷村芙由子 役[56][57][58]
- マリオ〜AIのゆくえ〜（2018年10月13日、NHK BSプレミアム） - 神崎恵 役[59]
- それでも恋する（2018年10月6日、CBC・TBS） - 畔柳なつ 役[60]
- 石川発地域ドラマ「いよっ!弁慶」（2018年10月31日、NHK BSプレミアム） - ヒロイン・賀川仁美 役[61][62]
- コールドケース2 〜真実の扉〜 第4話（2018年11月3日、WOWOW） - 村野葉子 役[63]
- 相棒（テレビ朝日） - 遠峰小夜子 役
  - season17 第6話「ブラックパールの女」（2018年11月21日）
  - season18 第17話「いびつな真珠の女」（2020年2月26日）
  - season19 第7話「同日同刻」（2020年11月25日）
- 東野圭吾 手紙（2018年12月19日、テレビ東京） - 中条京子 役[64]
- メゾン・ド・ポリス（2019年1月11日 - 3月15日、TBS） - 杉岡沙耶 役[65]
- 集団左遷!!（2019年4月21日 - 6月23日、TBS） - 真山有里 役[66][67]
- 坂の途中の家（2019年4月27日 - 6月1日、WOWOW） - 児童福祉司・新庄 役[68]
- 長閑の庭（2019年6月2日 - 23日、NHK BSプレミアム） - 朝比奈芳子 役[69]
- SCAM スカム（2019年7月1日 - 8月26日、毎日放送・TBS） - 草野幸子 役[70]
- 凪のお暇 第3話・第7話・第9話（2019年8月2日・30日・9月13日、TBS） - 我聞加奈子 役
- 鈍色の箱の中で（2020年2月9日 - 3月15日、テレビ朝日） - 利津の母 役[68]
- まとわりつくオンナ〜五つの地獄編 第4話「コインロッカー」（2020年3月6日、TBS） - ヒロイン・益田の妻 役[71]
- パレートの誤算 〜ケースワーカー殺人事件（2020年3月7日 - 4月4日、WOWOW） - 牧野昌子 役[72]
- アリバイ崩し承ります 最終話（2020年3月14日、テレビ朝日） - 藤枝ミホ 役[73][74]
- 松本清張ドラマ 黒い画集〜証言〜（2020年5月9日、NHK BSプレミアム） - 幸子 役[75]
- 半沢直樹 第5話 - 最終話（2020年8月16日 - 9月27日、TBS） - 谷川幸代 役[76]
- 逃げるは恥だが役に立つ ガンバレ人類! 新春スペシャル!!（2021年1月2日、TBS） - 花村伊吹 役[77]
- 就活生日記（2021年1月11日 - 2月1日、NHK総合） - 川村小百合 役[78]
- にじいろカルテ（2021年1月21日 - 3月18日、テレビ朝日） - 桐ヶ谷氷月 役[79]
- 京都人の密かな愉しみ（NHK BSプレミアム） - ビストロ プティ・エトワール・鴨沢瀬里シェフ 役
  - Blue 修業中 燃える秋（2021年1月30日）
  - Blue 修行中 門出の桜（2022年5月28日）[80]
  - 燃える秋～パンと結婚とオヤジ（2022年9月30日）
  - Blue 修業中門出の桜ミニ（2023年2月13日）
- きよしこ（2021年3月20日、NHK総合） - ヒロイン・白石早織 役[81]
- 彼女のウラ世界（2021年3月22日、フジテレビTWO×ひかりTV） - 山手香澄 役[82]
- 夜の連続テレビ小説 うっちゃん（2021年3月24日、NHK） - ヒロイン・内原のぶ子 役[83]
- コントが始まる 第4話（2021年5月8日、日本テレビ） - 朝吹友利子 役[84]
- FM999 999WOMEN'S SONGS（2021年5月、WOWOW） - 歌い終わりに死ぬ女 役[85]
- ライオンのおやつ（2021年6月27日 - 8月15日、NHK BSプレミアム） - 坂口早苗 役[86][87][88]
- うきわ -友達以上、不倫未満-（2021年8月9日 - 9月27日、テレビ東京） - 二葉聖 役 [89]
- ソロモンの偽証（2021年10月3日 - 11月21日、WOWOW） - 三宅未来 役[90]
- スナック キズツキ 第2話・第5話 - 第8話（2021年10月16日・11月6日 - 27日、テレビ東京） - 中島香保 役[91]
- 二月の勝者-絶対合格の教室- 第1話（2021年10月16日、日本テレビ） - 三浦一葉 役[92]
- 叫ばないと生きていけない（2022年1月9日・3月6日、中国放送） - 木田涼子 役[93]
- 恋せぬふたり（2022年1月10日 - 3月21日、NHK総合） - 兒玉さくら 役[94]
- 星新一の不思議な不思議な短編ドラマ『生活維持省』（2022年4月12日、NHK BS4K・NHK BSプレミアム）[95]
- 俺の可愛いはもうすぐ消費期限!?（2022年4月16日 - 6月11日、テレビ朝日） - 山室つかさ 役[96][97]
- 17才の帝国（2022年5月7日 - 6月4日、NHK総合） - 茶川（森本）タエ 役[98]
- アトムの童 第4話 - 最終話（2022年11月6日 - 12月11日、TBS） - 堂島由里子 役[99]
- ハマる男に蹴りたい女（2023年1月14日 - 3月18日、テレビ朝日） - 佐久間ナオ 役[100]
- 幸運なひと（2023年3月6日、NHK BS4K・NHK BSプレミアム） - 吉井理沙 役[101]
- わたしの一番最悪なともだち 第24話（2023年9月28日、NHK総合） - 高島美咲 役[102]
- くすぶり女とすん止め女（2023年10月11日 - 11月29日、テレビ東京） - 主演・山本郁子 役（香音とダブル主演）[103]
- あれからどうした 第2話「久保家の隠しごと」（2023年12月27日、NHK総合） - 久保祥子 役[104]
- 海のはじまり（2024年7月1日 - 9月23日、フジテレビ） - 月岡ゆき子 役[105]
- ひだまりが聴こえる（2024年7月4日 - 9月19日、テレビ東京） - 杉原涼子 役[106]
- ダーウィンが行く!?（2024年8月20日、NHK総合） - 望月真海 役[107]
- クジャクのダンス、誰が見た?（2025年1月24日 - 3月28日、TBS） - 赤沢京子 役[108]
- 恋は闇（2025年4月16日 - 6月18日、日本テレビ） - 蔵前沙樹 役[109]
- 塀の中の美容室（2025年8月22日〈予定〉 - 、WOWOW） - 一井典子 役[110]

### 配信ドラマ
- ぼくは麻理のなか（2017年3月31日、FOD） - 吉崎絵里子 役[111]
- 青葉家のテーブル（2018年4月27日 - 、北欧、暮らしの道具店） - 主演・青葉春子 役
- ハピゴラ!（2018年11月30日 - 12月28日、GYAO!） - 謎の女性・節子 役[112]
- あなたの番です-反撃編-「扉の向こう」 304号室（2019年8月4日配信開始、Hulu） - 二階堂万里子 役[113]
- にじいろカルテ 大乱闘バレンタイン編（2021年2月11日、TELASA） - 桐ヶ谷氷月 役[114]
- 僕の可愛いはまだまだ発展途上!?（2022年5月15日 - 29日、TELASA） - 山室つかさ 役[115]
- ホメる男に知りたい女（2023年3月4日 - 18日、TELASA） - 佐久間ナオ 役[116]
- EVOL（2023年11月3日 - 、DMM TV） - ノゾミの母 役[117]
- 海のはじまり スピンオフドラマ『兄とのはじまり』（2024年7月15日 - 8月5日、TVer） - 月岡ゆき子 役[118]
- HEART ATTACK（2025年3月20日、FOD） - 英公子 役[119]

### 映画
- ワンピース（1994年 - ）
- ゲレンデがとけるほど恋したい。（1995年12月9日） - 坂口暦（アンノ） 役
- 学校の怪談2（1996年7月20日） - 小田桐理香 役
- おっけっ毛 ビビロボス（1996年）
- ひみつの花園（1997年2月15日） - 初主演映画・鈴木咲子 役
- 学校の怪談3（1997年7月19日） - 主演・八橋かおる 役
- 愛を乞うひと（1998年9月26日） - 酒井千鶴 役
- ナビィの恋（1999年12月4日） - 主演・東金城奈々子 役
- ゴジラ2000 ミレニアム（1999年12月11日） - 一ノ瀬由紀 役[2]
- MONDAY（2000年4月29日） - 町田由紀 役
- ウォーターボーイズ（2001年9月15日） - 女性キャスター 役
- カタクリ家の幸福（2002年2月16日） - 片栗静江 役
- 木曜組曲（2002年10月12日） - 杉本つかさ 役
- OUT（2002年10月19日） - 山本弥生 役
- ラヴァーズ・キス（2003年1月25日） - 藤井美佐子 役
- 花（2003年11月1日） - ヒロイン・山吹千香 役
- 幸福の鐘（2003年11月22日） - ヒロイン・五十嵐愛子 役
- ぷりてぃ・ウーマン（2003年5月10日） - 森下加奈子 役
- ホテル・ハイビスカス（2003年）
- 13階段（2003年2月8日） - 三上和子 役
- 釣りバカ日誌14 お遍路大パニック!（2003年9月20日） - 洋子 役
- ハードラックヒーロー （2003年）
- スウィングガールズ（2004年9月11日） - 真澄 役
- 鉄人28号（2005年3月19日） - 八城裕美子 役
- タナカヒロシのすべて（2005年5月14日） - 田辺の妻 役
- 電車男（2005年6月4日） - エルメスの友人 役
- 8月のクリスマス（2005年9月23日） - 鈴木純子 役
- 愛してよ（2005年12月17日） - 主演・中山美由紀 役[120]
- 天使（2006年1月21日） - 奈津 役
- サイレン 〜FORBIDDEN SIREN〜（2006年2月11日） - 里美 役
- ちゃんこ（2006年3月18日） - 石山亮子 役
- ハチミツとクローバー（2006年7月22日） - 原田理花 役
- 河童のクゥと夏休み（2007年7月28日） - ヒロイン・上原友佳里 役[121]
- 夜の上海（2007年9月22日） - 高橋美帆 役
- 未来予想図 〜ア・イ・シ・テ・ルのサイン〜（2007年10月6日） - 井上苑 役
- Little DJ〜小さな恋の物語（2007年12月15日） - 高野ひろ子 役
- ちーちゃんは悠久の向こう（2008年1月19日） - 歌島実奈子 役
- クライマーズ・ハイ（2008年7月5日） - 安西小百合 役
- ぼくとママの黄色い自転車（2009年8月22日） - 鈴間里美 役
- 南極料理人（2009年8月8日） - 西村みゆき 役
- 明日やること ゴミ出し 愛想笑い 恋愛。（2010年8月1日） - 堂本照子 役
- あしたのジョー（2011年2月11日） - 食堂の女将 役
- もし高校野球の女子マネージャーがドラッカーの『マネジメント』を読んだら（2011年6月4日） - 宮田靖代 役
- あぜ道のダンディ（2011年6月18日） - 宮田美穂 役
- ロボジー（2012年1月14日）
- 綱引いちゃった!（2012年11月23日） - 中山絵美 役
- 図書館戦争シリーズ - 折口マキ 役
  - 図書館戦争（2013年4月27日）
  - 図書館戦争-THE LAST MISSION-（2015年10月10日）[122]
- クロユリ団地（2013年5月18日） - 二宮佐智子 役
- 真夏の方程式（2013年6月29日） - 三宅伸子 役
- 江ノ島プリズム（2013年8月10日） - 城ヶ崎仁美 役
- 陽だまりの彼女（2013年10月12日） - 奥田祥江 役
- 銀の匙 Silver Spoon（2014年3月7日） - 駒場菜実 役
- WOOD JOB! 〜神去なあなあ日常〜（2014年5月10日） - 中村祐子 役
- 百瀬、こっちを向いて。（2014年5月10日） - 相原悦子 役
- 二重生活（2016年6月25日）
- ひるなかの流星（2017年3月24日） - 与謝野聡子 役[123]
- 追憶（2017年5月6日） - 川端小夜子 役
- こどもつかい（2017年6月17日） - 小松洋子 役[124]
- ポンチョに夜明けの風はらませて（2017年10月28日） - 尚美 役[125]
- リバーズ・エッジ（2018年2月16日） - ハルナの母親 役
- 友罪（2018年5月25日） - 山内智子 役[126]
- 美知の通勤電車（2018年6月4日、短編映画）[127]
- 生きてるだけで、愛。（2018年11月9日） - 真紀 役[128][129]
- ラ（2019年4月5日） - 慎平の母 役
- 初恋〜お父さん、チビがいなくなりました（2019年5月10日） - 祥子 役[130]
- WE ARE LITTLE ZOMBIES（2019年6月14日） - 竹村南 役[131][132]
- 凪待ち（2019年6月28日） - 昆野亜弓 役[133]
- 新聞記者（2019年6月28日） - 神崎伸子 役[134]
- 五億円のじんせい（2019年7月20日） - 高月麻里恵 役[135]
- 空はどこにある（2020年11月20日） - 美紀の姉・葉子 役
- あの頃。（2021年2月19日） - 馬場 役[136]
- 青葉家のテーブル（2021年6月18日） - 主演・青葉春子 役[137][138]
- 護られなかった者たちへ（2021年10月1日） - 宮園真琴 役[139]
- かそけきサンカヨウ（2021年10月15日） - 清原夏紀 役[140][141]
- カラダ探し（2022年10月14日）[142]
- 貞子DX（2022年10月28日） - 一条智恵子 役[143]
- 土を喰らう十二ヵ月（2022年11月11日） - 美香 役[144][145]
- ヴィレッジ（2023年4月21日） - 片山君枝 役[146]
- 言えない秘密（2024年6月28日） - 内藤敦子 役[147][148]
- 株式会社マイナビ創業50周年記念オリジナルWEB映画「ミライヘキミト。」（2024年8月16日） - 渡利羽菜 役[149]
- 傲慢と善良（2024年9月27日） - よしの 役[150]
- アイミタガイ（2024年11月1日）[151]
- 十一人の賊軍（2024年11月1日） - 溝口みね 役[152][153][154]
- 正体（2024年11月29日）[155]
- 大きな玉ねぎの下で（2025年2月7日） - 堤丈流の母 役[156]
- 片思い世界（2025年4月4日） - 木幡彩芽 役[157][158]
- ドールハウス（2025年6月13日）[159]
- ベートーヴェン捏造（2025年9月12日公開予定） - エレオノーレ・フォン・ヴェーゲラー 役[160]

### 舞台
- S〜エス〜（2000年、青山円形劇場）
- ラヴ・レターズ（2001年、パルコ劇場）
- 鈍獣（2004年、パルコ劇場） - 静 役
- 昔の女（2009年、新国立劇場） - ロミー・フォークトレンダー 役
- LOVE30 VOL.3（2009年、パルコ劇場）
- 現代能楽集V「愛の鼓動」（2010年、シアタートラム） - 女囚・サチ 役
- テレビのなみだ（2013年、東京グローブ座）
- 現代能楽集Ⅶ「花子について」（2014年、シアタートラム）
- 新世界ロマンスオーケストラ（2017年、東京グローブ座・シアタードラマシティ）
- すべての四月のために（2017年11月11日 - 29日、東京芸術劇場 プレイハウス・12月8日 - 13日、ロームシアター京都 サウスホール・22日 - 24日、北九州芸術劇場 大ホール） - 安田冬子 役[161]
- 芸劇+トーク 朗読『東京』第六回「此処何処」（2019年1月24日、東京芸術劇場 シアターイースト）[162]
- クラッシャー女中（2019年3月22日 - 4月14日、本多劇場・17日、日本特殊陶業市民会館ビレッジホール・19日 - 21日、梅田芸術劇場シアター・ドラマシティ・23日、島根県民会館大ホール・25日、JMSアステールプラザ大ホール） - 和沙 役[163]
- 方南ぐみ企画 朗読劇「青空」（2019年8月9日、三越劇場）
- 不機嫌な女神たち プラス1（2019年10月19日 - 27日、紀伊國屋ホール・11月2日・3日、穂の国とよはし芸術劇場PLAT 主ホール・6日・7日、サンケイホールブリーゼ・16日・17日、イムズホール） - 日比野さつき 役[164]
- 鎌塚氏、羽を伸ばす（2022年7月17日 - 8月7日、本多劇場 / 11日、富山県民会館 / 13日・14日、東海市芸術劇場 / 16日、島根県民会館 / 21日、北上市文化交流センター さくらホール / 24日、りゅーとぴあ新潟市民芸術文化会館 / 27日・28日、梅田芸術劇場 シアタードラマシティ）
- 夏の砂の上（2022年11月〈予定〉、世田谷パブリックシアター）[165]

### CM
- 日本旅行（1991年）
- ケンタッキーフライドチキン（1991年）
- サントリー ライツ（1992年）
- 富士銀行（1992年）
- ヱスビー食品 フォン・ド・ボー・ディナーカレー（1992年）
- 丸井（1993年）
- ソニー ハンディカム（1993年）
- ワコール ウイング（1993年）
- TBC（1993 - 1994年）
- カルピス食品工業 カルピスウォーター（1993年）
- メナード化粧品 薬用ビューネ（1994 - 1995年）
- アサヒビール 江戸前夏祭り缶（1994年）
- ニチレイ アセロラドリンク（1995年）
- 全労済 花時計（1997年）
- デジタルツーカー四国（1998年）
- 東京ガス（1999年）
- 花王 ビオレ（1999 - 2003年）
- ゴールドクレスト（2000年）
- 森永乳業 切れてるチーズ（2001年）
- UFJ銀行（光石研と共演、2002年）
- 日本コカ・コーラ 爽健美茶（2003年） 常盤貴子と共演
- 興和 キューピーコーワゴールド（2004年）
- 三洋電機 ドラム式洗濯乾燥機（2004年）
- JR東日本 エキナカ（2005 - 2007年）
- NTTドコモ ドコモショップ（2006 - 2007年）
- ソニー・ミュージック Jポッパサイズ（2008年）
- 都市再生機構 UR賃貸住宅（2009年）
- 協和キリン 企業「春は、生きる力になると思う」篇（2009年）
- P&G ファブリーズ 平成家族「登場」、「暗闇」、「クローゼット」篇（2009-2012年） ピエール瀧（父）、山田健太（長男）、内舛聖矢（二男）、田辺修斗（三男）と共演
- 大塚食品 マンナンヒカリ（2010 - 2012年） - 服部幸應（料理研究家）、陳建一（料理人）、来栖けい（美食家）と共演
- ダイハツ工業 タント・エグゼ（2012年 - ）
- ローソン ゲンコツメンチ（2013年 - ）
- ACジャパン WWFジャパン支援キャンペーン「子どもたちの資源も大切に」（2013-2014年） ナレーション
- 日産自動車 Dayz （2014年）- 『NISSAN Dayzのひみつ』（ドラマ『ロストデイズ』内のインフォマーシャル）
- サイボウズ 働くママ（2014年 - ）[166]
- 味の素 Cook Do おかずごはん「アジアン鶏飯 ほんわか家族」篇（2016年 - ） ピエール瀧と共演
- 任天堂 マリオテニス ウルトラスマッシュ（2016年 - ）
- 明治 R-1乳酸菌（2017年 - ）[167]
- SMBCコンシューマーファイナンス プロミス（2018年 - 2021年） - 母親（なのか）役[168]
- J-オイルミルズ から揚げの日の油（2019年 - ）
- ソフトバンク Y!mobile スマホ持つか持たないか裁判（2021年 - ） - WEBCM[169]
- ジョンソン・エンド・ジョンソン リステリン（2022年 - ）[170]
- ジェクトワン アキサポ（2023年 - ）[171]

### ラジオ
- SUNTORY THEATER ZERO HOUR（2003年、J-WAVE） 沖縄民話 朗読
- ASIENCE SPIRIT OF ASIA（2004年、J-WAVE）
- ラジオ劇団・小さな奇跡（2009年1月、TOKYO FM）
- らじらー!（2015年8月29日、NHKラジオ第1） LIFE!〜人生に捧げるコント〜 コラボ ラジオコント

### PV
- 田辺マモル「リス」（監督：矢口史靖）
- THE YELLOW MONKEY「聖なる海とサンシャイン」（監督：高橋栄樹）
- GOMES THE HITMAN「夜明けまで」（監督：山川直人）
- ＃がけぷち「おぼろ月」（2021年5月、ABEMAビデオ）[172]

### ナレーション
- 立川談志 71歳の反逆児（2007年2月20日、NHK BS）
- 廣瀬裕子のしあわせになるDVD『Alohaのまほう』（2007年7月20日発売）
- ドキュメント72時間（2015年、NHK総合）
  - 赤羽・おでん屋エレジー（2015年2月20日）
  - 駄菓子屋・子どもたちの小さな宇宙（2015年5月15日）
  - 東京・下町 男と女のダンスホール（2015年7月17日）
- ドキュメンタリー映画『悲しみの忘れ方 Documentary of 乃木坂46』（2015年、東宝映像事業部）
- AGF Presents 日本のルーツを行く!又吉ロマン〜知られざる水の神秘とは〜（2016年9月27日 フジテレビ）
- わざわざ行きたい!! 山本耕史の瀬戸の島旅（2017年11月25日、テレビ朝日系列中四国ブロック 放送局：瀬戸内海放送・山口朝日放送・愛媛朝日テレビ・広島ホームテレビ）
- 事件の涙「死にたいと言った父へ〜西部邁 自殺ほう助事件〜」（2019年8月21日、NHK総合）
- 趣味どきっ!「暮らしにいかすにっぽんの布」（2019年10月7日 - 11月25日、NHK Eテレ）第1回から7回まで語り、第8回（最終回）は出演
- ひとモノガタリ「若者のすべて〜“失われた世代”のあなたへ〜」（2020年2月11日、NHK総合）

### ドキュメンタリー・教養番組
- NHK BS 世紀を刻んだ歌・ボヘミアン・ラプソディ殺人事件（2002年4月10日）捜査官 役
- フジテレビ 2002年 独立への旅（2002年12月7日）
- NHK BS おーい、ニッポン 広島県（2002年12月8日）
- NHK総合「NHKスペシャル・女と男〜最新科学が読み解く性」（2009年1月11・12・18日） - 筧利夫との共演
- NHK教育「極める!・西田尚美の京都学」（2010年8月 - 9月） リポーター

### バラエティー番組
- 『ぷっ』すま（2011年2月8日 テレビ朝日） - 山下智久らとゲスト
- LIFE!〜人生に捧げるコント〜（2012年 - NHK）
  - LIFE!〜人生に捧げるコント〜（2012年9月1日・12月22日 NHKBSプレミアム）
  - LIFE!〜人生に捧げるコント〜 series-1（2013年6月18日 - 2014年3月31日 NHK総合）
  - LIFE!紅白歌合戦 大集合スペシャル（2013年12月26日 NHK総合）
  - LIFE!〜人生に捧げるコント〜 series-2（2014年4月3日 - 9月25日 NHK総合）
  - LIFE!2014 年の瀬 紅白コラボSP（2014年12月30日 NHK総合）
  - LIFE!〜人生に捧げるコント〜 series-3（2015年4月2日 - 9月24日  NHK総合）
  - LIFE!〜人生に捧げるコント〜 series-4（2016年4月7日 - 2017年3月9日 NHK総合）
- 街頭TV 出没!ひな壇団 グルメの劇的ビフォーアフター 広島が誇る激レア食材をゲットし料理を匠に激ウマグルメに変身させて貰ってなんて美味いんでしょうって言うぞSP（2019年8月28日、中国放送） - 山チーム（ノブ＆西田尚美）

## 受賞
- ハワイ国際映画祭（第17回）主演女優賞（『ひみつの花園』）
- 第21回日本アカデミー賞新人俳優賞（『ひみつの花園/学校の怪談3』）
- 第7回日本映画プロフェッショナル大賞 主演女優賞（『ひみつの花園』）
- 第2回日本インターネット映画大賞 日本映画部門 主演女優賞（『ひみつの花園』）
- 第22回ヨコハマ映画祭 助演女優賞（『ナビィの恋』）
- 第25回報知映画賞 助演女優賞（『ナビィの恋』）
- 第53回ベルリン国際映画祭 最優秀アジア映画賞（『幸福の鐘』）